# Cynorta albituber
Cynorta albituber is een hooiwagen uit de familie Cosmetidae.